# Walter Schuster
Walter Schuster (Lermoos, 1929. június 2. – 2018. január 13.) olimpiai bronzérmes osztrák alpesisíző.

## Pályafutása
Az 1956-os Cortina d’Ampezzo-i olimpián óriás-műlesiklásban bronzérmet szerzett.

## Sikerei, díjai
- Olimpiai játékok – óriás-műlesiklás
  - bronzérmes: 1956, Cortina d’Ampezzo